# Wickiup
Wickiup /od Wiikiyaapi ili wikĭyapi u jezicima Indijanaca Sac, Fox i Kickapoo,/ vrsta indijanske nastambe, čunjastog oblika nalik wigwamu, izgrađena od drvenog kostura, prekriven granjem, ponekad hasurama, a u hladnija vremena i kožama. Wickiup se javljao kod lovačko/sakupljačkih nomadskih i polunomadskih plemena, Juta, Pajuta i još nekih u Arizoni i Nevadi. Kod Apača je poznat kao hogan.

## Vanjske poveznice
- Wickiups: Sturdy but Temporary Structures
- slike